# Graafschap Lindau
Het Graafschap Lindau (Duits: Grafschaft Lindau) was tijdens de middeleeuwen een gebied in Midden-Duitsland. Het machtscentrum van het graafschap was het kasteel van Lindau bij het gelijknamige plaatsje aan het riviertje de Nuthe. Een geslacht van ministerialen van de Ascaniërs, het machtigste vorstengeslacht in de omgeving, noemde zich vanaf de 12e eeuw graven van Lindau, naar het kasteel. Oorspronkelijk was de familie afkomstig uit de oostelijke Harz. 
In 1274 kwam het graafschap Lindau in handen van de heren van Arnstein. Vanwege hun hoge schulden waren de graven gedwongen om het graafschap te verpanden aan Albrecht II, de vorst van Anhalt-Zerbst. In 1457 werd het graafschap officieel deel van Anhalt-Zerbst.
Het wapenschild van Lindau bestond uit een zilveren adelaar op een rood veld.